# Chromogranine
Chromogranine (englisch chromogranins) bezeichnen eine Gruppe saurer Proteine, die zuerst in Vesikeln von Adrenalin und Noradrenalin produzierenden Zellen des Nebennierenmarks gefunden wurden und die zusammen mit ATP (siehe Nukleotide) und Magnesiumionen an der Speicherung dieser Substanzen innerhalb von Vesikeln beteiligt sein sollen.
Untersuchungen ergaben, dass Chromogranine als sogenannte Secretogranine zumindest auch an der vesikulären Speicherung von Peptiden in Neuronen und Hormondrüsen beteiligt sind.

## Liste
- Chromogranin A (CgA, CHGA), ein spezifischer Parameter in der Serum-Labordiagnostik histologisch gesicherter Neuroendokriner Tumoren[1]
- Chromogranin B alias Secretogranin I (CgB, CHGB, SCG1)
- Secretogranin II (SgII, SCG2), siehe auch Secretoneurin
- Secretogranin III (SgIII, SCG3)
- Secretogranin V (SgV, SCG5, SGNE1)